# Singuilucan
Singuilucan är en kommunhuvudort i Mexiko.   Den ligger i kommunen Singuilucan och delstaten Hidalgo, i den sydöstra delen av landet, 90 km nordost om huvudstaden Mexico City. Singuilucan ligger 2 635 meter över havet och antalet invånare är 3 627.
Terrängen runt Singuilucan är kuperad åt nordost, men åt sydväst är den platt. Runt Singuilucan är det ganska glesbefolkat, med 39 invånare per kvadratkilometer. Närmaste större samhälle är Santiago Tulantepec, 18,6 km öster om Singuilucan. Trakten runt Singuilucan består till största delen av jordbruksmark.